# Azadistadion
Het Vrijheidsstadion (Perzisch:ورزشگاه آزادی (= Azadistadion)), is het nationale stadion van Iran en stond vanaf de opening tot 1979 bekend als het Aryamehrstadion.
Het stadion bevindt zich in het westen van de hoofdstad Teheran en is gebouwd voor de Aziatische Spelen 1974. Het is het grootste stadion van het land met een maximale capaciteit van 78.116 toeschouwers, wat een stuk minder is dan bij de opening doordat alle staanplaatsen vervangen zijn door zitplaatsen. Het is onderdeel van het grotere Azadi sportcomplex; zo liggen er rondom het stadion onder andere een roeibaan, trainingsvelden, een zwembad en een indoorstadion.
Twee voetbalteams uit Teheran hebben hun thuisbasis in dit complex: Persepolis FC en Esteghlal FC.
Na druk van de FIFA mochten in 2019 voor het eerst in 40 jaar vrouwen legaal in het stadion komen.